# Nouvelle-Helvétie
Ne doit pas être confondu avec Nueva Helvecia.
La New Helvetia (en espagnol : Nueva Helvetia), aussi appelée Nouvelle-Suisse ou Nouvelle-Helvétie en français, est une colonie californienne du temps de la domination mexicaine, plus connue par la suite sous le nom de Fort Sutter.
Arrivés en Haute-Californie en août 1839, le pionnier suisse John Sutter et d'autres colons fondèrent une colonie agricole et commerciale, et bâtirent un fort dans ce qu'ils allaient appeler, à partir de 1840, la Nueva Helvetia, d'après le pays d'origine du père de John Sutter. Très rapidement, grâce à son sens remarquable de l’organisation du travail, cette colonie devint prospère, comptant près de 20 000 têtes de bétail, trois moulins à chevaux, deux moulins hydrauliques, une scie hydraulique, une tannerie et plus de cinquante maisons. Sutter régnait en maître sur ce mini-empire, basé essentiellement sur l’agriculture, l’élevage de bovins, le commerce du bois et la chasse. En 1841, il fit l’acquisition de Fort Ross auprès de la Russie. Mais il perdit ses possessions quelques années plus tard, lors de la ruée vers l’or.
Le site de l'ancienne colonie se trouve à quelques kilomètres seulement à l'est de l'endroit où John Sutter Jr. — le fils de John Sutter — fonda Sacramento et se situe aujourd'hui dans la bordure orientale du centre-ville de la capitale californienne. Il fait partie des lieux protégés par le parc national historique de Californie.